# Comune di Svendborg
Il comune di Svendborg è un comune della Danimarca situato nell'isola di Fionia, nella regione della Danimarca Meridionale (Syddanmark).
Capoluogo e sede amministrativa è la città omonima.
Il comune è stato riformato in seguito alla riforma amministrativa del 1º gennaio 2007 accorpando al pre-esistente comune di Svendborg i comuni di Gudme e Egebjerg.

## Centri abitati
I centri abitati principali del comune sono:
- Svendborg (27 521)
- Thurø By (3 369)
- Vindeby (2 335)
- Rantzausminde (2 203)
- Skårup (1 842)